# Majestic 12
Majestic 12 (MJ-12, Operation Majestic Twelve etc) är, enligt en populär konspirationsteori, en hemlig organisation i USA som länge känt till och hemlighåller att främmande civilisationer (UFOn) besökt jorden. Syftet är att studera den främmande civilisationens teknologi och utnyttja de vunna kunskaperna. Stanton Friedman är en av de ufologer som hävdar dess äkthet.
Organisationen skall ha bildats av USA:s president Harry Truman efter Roswellincidenten i New Mexico år 1947. Bland medlemmarna skall ha funnits bland andra: James Forrestal, Vannevar Bush och Robert Oppenheimer. Efter detta har organisationen vuxit till internationella proportioner: såväl Ryssland som Kina anses vara inblandade.
Dokumenten som "avslöjade" Majestic 12 har senare bevisats vara förfalskningar.

## I populärkultur
Konspirationsteorin om Majestic 12 är i princip kopierad rakt av till huvudtemat i TV-serien Arkiv X, en serie som för övrigt bygger på flera moderna konspirationsteorier. Temat ingår också i filmen Men in Black. En TV-serie som kanske inte är så känd, men som har många hängivna anhängare, är Dark Skies som är uppbyggd kring Majestic 12-idén. Även datorspelet Deus Ex handlar om olika konspiratoriska organisationer som denna och Illuminati.